# Ploumoguer
 Ploumoguer  (en bretón Ploñger) es una población y comuna francesa, situada en la región de Bretaña, departamento de Finisterre, en el distrito de Brest y cantón de Saint-Renan.

## Demografía
| 1562 | 1475 | 1361 | 1560 | 1602 | 1646 |
| Para los censos de 1962 a 1999 la población legal corresponde a la población sin duplicidades (Fuente: INSEE [Consultar]) |      |      |      |      |      |